# Goathland

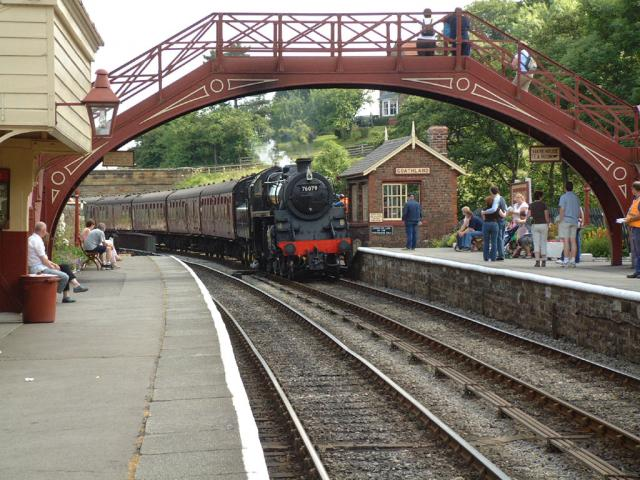
Bahnhof Goathland

Goathland ist ein Dorf im North York Moors National Park in North Yorkshire, England. Es hat 407 Einwohner und einen Bahnhof der North Yorkshire Moors Railway. National ist er dadurch bekannt, dass in dem Dorf die erfolgreiche Fernsehserie Heartbeat produziert wird. Zudem stellt der Bahnhof Goathland in den Harry-Potter-Filmen die Station Hogsmeade dar. Nationalpark, „Heartbeat“ und „Harry Potter“ zusammen ziehen etwa 1,2 Millionen Besucher im Jahr an.

## Lage und Gestalt
Anders als die meisten Dörfer der North York Moors liegt Goathland nicht in einem schmalen Talkessel, sondern breitet sich über eine relativ weite Ebene aus. Im Dorfzentrum befinden sich eine Post, ein Souvenirladen, mehrere Tea Rooms, ein Laden, der sich besonders auf Outdoor-Urlaub spezialisiert hat, und ein Ehrenmal für die Gefallenen des Zweiten Weltkriegs. Etwas außerhalb des Dorfzentrums an der Straße nach Pickering liegen die Kirche und gleich daneben ein Pub sowie ein kleines Gasthaus. Der Bahnhof befindet sich am anderen Ende des Dorfes an der Straße nach Whitby.
Trotz der Lage im Nationalpark befindet sich das meiste Land in Privatbesitz. Größter Landeigentümer ist der Duke of Lancaster und damit das britische Königshaus.

## Tourismus
Traditionell hat sich Goathland als Quartier für Wanderer und Naturliebhaber in den North York Moors etabliert.
Die Serie Heartbeat ließ den Touristenstrom nach Goathland von 200.000 im Jahr 1991 auf 1,2 Millionen im Jahr 2000 ansteigen. Souvenirs mit Heartbeat-Bezug finden sich in jedem Geschäft, meistens auch schon ein Verweis auf den fiktiven Ort an den Fassaden. Trotzdem aber zog der Eigentümer der 1995 gegründeten The Heartbeat Experience nach wenigen Jahren in den nahe gelegenen Küstenort Whitby, da dieser günstiger im Touristenstrom liegt.
Der Zusatztourismus durch Heartbeat besteht vor allem aus Tagesausflüglern, die in den nahegelegenen Küstenorten übernachten und für Goathland mehr Last als Nutzen darstellen. Zudem kommen sie tendenziell aus niedrigen Einkommensschichten und haben weniger Geld zur Verfügung. Nachdem Hoteliers noch 1996 von einer sinkenden Zahl an Übernachtungen berichteten, da die traditionellen Naturtouristen von der Fankultur der Tagesgäste abgestoßen wurden, schien sich Anfang der 2000er eine Koexistenz einzubürgern. Darüber hinaus klagen auch Dorfbewohner darüber, dass Teile der örtlichen Infrastruktur zu bestimmten Zeiten überlastet sind. Viele haben bereits das Wohnzimmer von der einsehbaren Straßenseite ihres Hauses auf die geschütztere Gartenseite verlegt.
Die Rolle des Bahnhofes in den Harry-Potter-Filmen dagegen hat den Tourismus wenig geprägt: Fast alle Harry-Potter-Fans reisen mit der Bahn an und steigen nur aus, um den Bahnhof zu fotografieren.
Simon Howe ist ein Fundplatz mit einem Rundcairn, einer Steinreihe, einem Menhir und zweier Rundhügel östlich des Howl Moors, südlich von Goathland.

## Regelmäßige Veranstaltungen
Wichtiges Fest in Goathland ist der Plough Monday. An diesem Tag geht die Tanzgruppe der Goathland Plough Stots durch die Straßen und führt ihren traditionellen Long Sword Dance auf. Dieser geht vermutlich auf die skandinavischen Einwanderer zurück, hatte seinen belegbaren Höhepunkt im 19. Jahrhundert und wird nach einer Pause seit 1923 wieder regelmäßig aufgeführt. Die Tänzer ziehen durch den Ort, wobei es insbesondere wichtig ist, dass sie trotz ihrer komplizierten Umkreisungen und Drehungen die Schwertspitze des Nachbarn berühren. An den Häusern angekommen bitten sie um Almosen oder drohen damit andernfalls mit dem mitgeführten Pflug den Hausgarten zu bearbeiten.